# 建國南北路
建國北路與建國南路是臺灣臺北市境內的主要道路之一，全線有高架道路貫穿其上。與建國南北路共構的建國高架道路（亦名建國南北快速道路）為臺北市區重要的快速道路，大致呈南北向。建國快速道路是臺北市繼新生高架道路後第二條南北向的高架道路，且由於其路線貫穿臺北市區（中山區、大安區），是臺北市重要的交通要道。

## 行經行政區域
（由北至南）
- 中山區
- 大安區

## 歷史
- 日治時期：在1939年訂定的都市計劃中已包括建國南北路的興建，在相關計畫中稱其為計劃中之園林大道（第一號公園道路），與今天的仁愛路、民生東路和辛亥路構成台北市的環城林蔭道路系統。預定路寬為全線寬70公尺，與仁愛路和民生東路兩處十字路口則放寬為100公尺。
- 戰後初期：建國南路僅為一條寬七公尺的石路，範圍僅包括現建國南路一段（忠孝東路至信義路段），後隨著台北市的開發而逐漸繼續開闢其他段的道路。
- 1947年：命名為建國南北路，當時計畫將建國南北路延伸跨越至北安路。
- 1972年：建國南北路打通。[1]
- 1977年：時任臺北市長林洋港決定以新台幣27億元徵購建國南北路的道路用地，拓寬建國南北路，同時放棄園林大道的規劃，改興建高架橋（民生東路十字路口亦縮為路寬70公尺），總經費新台幣50億元。北起松江路民族路口附近，南接320號道路（通車前定名為辛亥路一、二段）。興建費用於1979年、1980年、1981年分三年編列新台幣23億元預算。最後實際花費共為新台幣65億元。
- 1978年5月20日：興建工程開工。
- 1981年底：拓寬後的平面路段通車。
- 1982年7月29日：高架橋民權東路至和平東路段通車。
- 1982年9月1日：和平東路至辛亥路段通車。
- 1985年：規劃興建古亭交流道（後稱辛亥路車行地下道）及辛亥路高架快速道路，將建國高架道路延伸至汀州路。
- 1986年：古亭交流道及辛亥高架道路興建工程動工。
- 1989年11月30日：上午十一時，由時任台北市市長吳伯雄主持高架道路通車典禮。
- 1992年3月11日：辛亥路車行地下道（羅斯福路、辛亥路口）通車。
- 2001年6月1日：自和平東路至仁愛路高架路段的北向部份拓寬為三車道。
- 2007年11月1日：開放550CC以上大型重型機車行駛本路段。
- 2012年7月1日：開放250CC以上大型重型機車行駛本路段。

## 分段
與八德路相交，分建國北路和建國南路。北接民族東路，南接辛亥路，全線路寬70公尺，仁愛路十字路口放寬為100公尺。

### 建國北路
起於八德路北至民族東路，由民權東路與南京東路切分三段。
- 一段：八德路與建國南路一段相接，北於南京東路接建國北路二段。
- 二段：南於南京東路接建國北路一段，北於民權東路接建國北路三段。
- 三段：南於民權東路接建國北路二段，北於民族東路接松江路。

### 建國南路
起於八德路南至辛亥路，由信義路切分二段。
- 一段：北於八德路與建國北路一段相接，南於信義路與建國南路二段相接。
- 二段：北於信義路與建國南路一段相接，南抵辛亥路二段。

## 高架道路

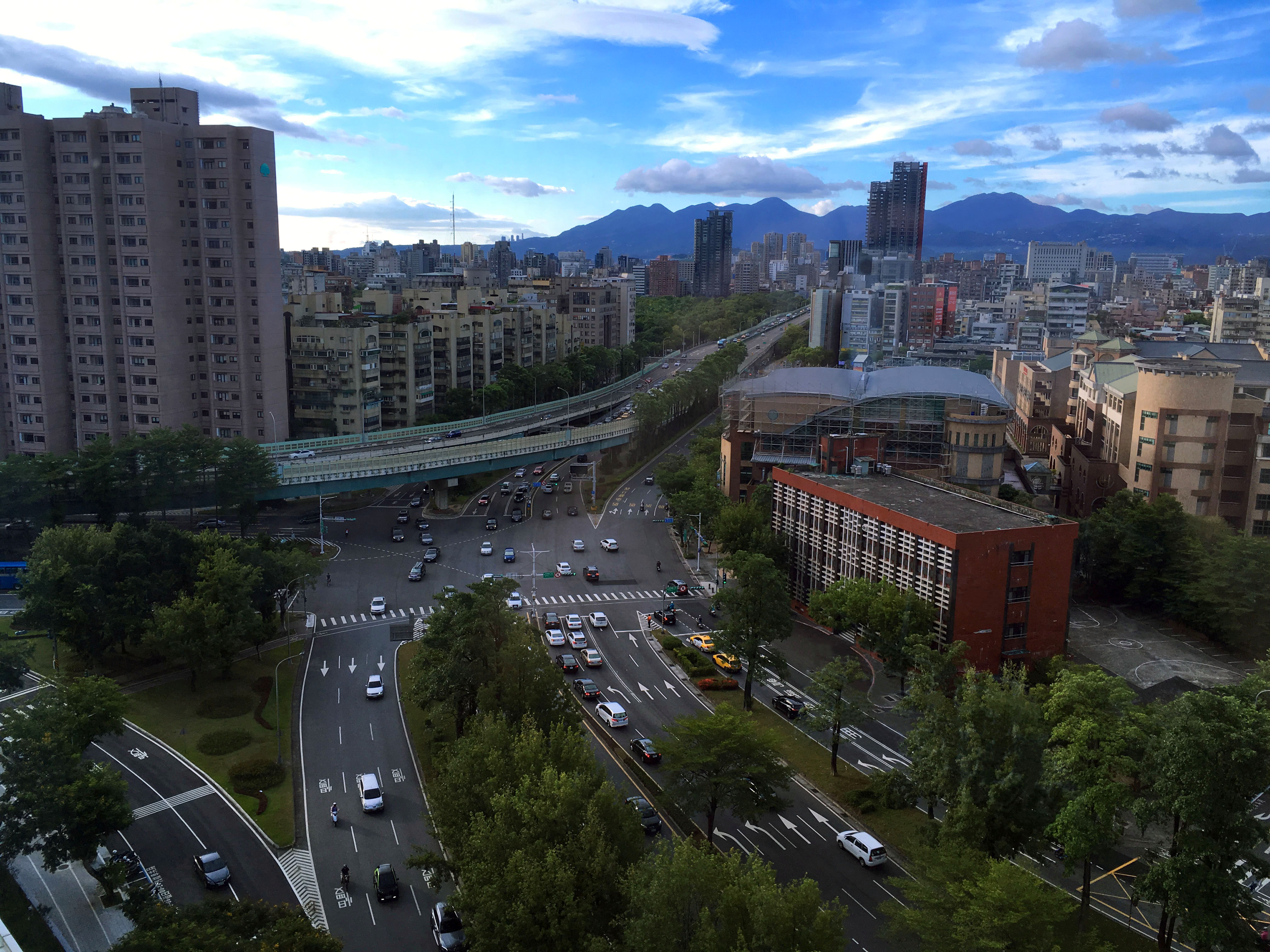
建國高架道路及辛亥路路口

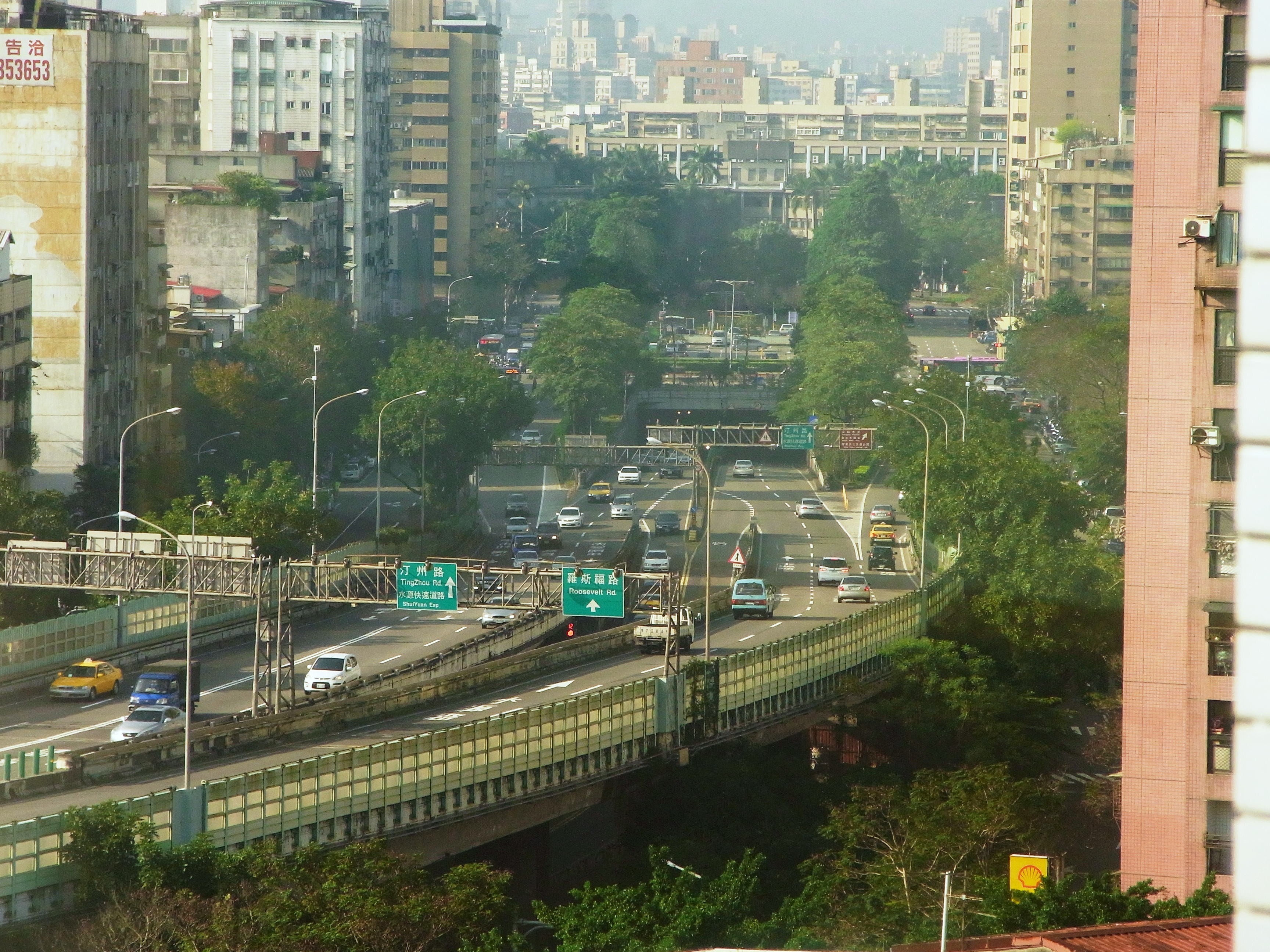
羅斯福路附近的建國高架橋南端終點，銜接汀州路地下道

又稱「建國南北快速道路」，包含辛亥路段全長6.0公里。其中辛亥路一段的部份亦稱為「辛亥高架道路」。
- 北接圓山交流道，可連接中山高速公路。
- 南轉辛亥車行地下道，可連接水源快速道路。
- 圓山交流道至民權東路口，為二車道。
- 和平東路口至民權東路口（北行），為三車道。
- 民權東路口至仁愛路口（南行），為三車道。仁愛路口至和平東路口（南行），為二車道。
- 和平東路口至辛亥車行地下道，為二車道。
- 辛亥路出入口以南通過辛亥路一段、二段及羅斯福路車行地下道，轉至汀州、師大路口（平面交叉路口），銜接水源快速道路。

### 出入口列表
| 建國高架道路路線設施里程一覽表 |      |          |                |                            |        |                |                                                                                                   |
| 標誌                           | 里程 | 名稱     | 順樁預告       | 逆樁預告                   | 形式   | 通車日         | 銜接道路 →聯絡地區                                                                                |
| 出口                           | 0.0  | 圓山     | 快速道路起點   | 桃園 基隆                  | 喇叭型 | 1982年7月29日  | Module:Jct第187行Lua错误：bad argument #2 to 'format' (string expected, got table)、濱江街        |
| 出口                           |      | 民權東路 | 民權東路       | 民權東路                   | 匝道   | 1982年7月29日  | 民權東路 →中山區                                                                                  |
| 出口                           |      | 南京東路 | （僅北出北入） | 南京東路                   | 匝道   | 1982年7月29日  | 南京東路 →中山區                                                                                  |
| 出口                           |      | 長安東路 | （僅北出南入） | 長安東路                   | 匝道   | 1982年7月29日  | 長安東路 →中山區                                                                                  |
| 出口                           |      | 忠孝東路 | 忠孝東路       | （僅南出北入）             | 匝道   | 1982年7月29日  | 台5線（忠孝東路） · →大安區                                                                       |
| 出口                           |      | 仁愛路   | 仁愛路         | （僅南出北入）             | 匝道   | 1982年7月29日  | 仁愛路 →大安區                                                                                    |
| 出口                           |      | 信義路   | 信義路         | （僅南出北入）             | 匝道   | 1982年7月29日  | 信義路 →大安區                                                                                    |
| 出口                           |      | 和平東路 | 和平東路       | （僅南出北入）             | 匝道   | 1982年7月29日  | 和平東路 →大安區                                                                                  |
| 出口                           |      | 辛亥路   | 辛亥路         | 建國南路 和平東路 高速公路 | 匝道   | 1982年9月1日   | 辛亥路⇒Module:Jct第187行Lua错误：bad argument #2 to 'format' (string expected, got table) →大安區 |
| 出口                           |      | 羅斯福路 | 羅斯福路       | 新生南路                   | 匝道   | 1989年11月30日 | 台9線（羅斯福路） · →大安區                                                                       |
| － 地下道                      |      |          |                |                            |        |                |                                                                                                   |
| 出口                           | 6.0  | 師大路端 | 汀州路         | 快速道路起點               | 直接式 | 1992年3月11日  | 師大路、水源快速道路、汀州路 →大安區                                                              |

## 沿線設施
（由北往南）
| | |
| - 建國北路三段 - 國道一號（中山高速公路）圓山交流道 - 大都會客運建北調度站(建國高架橋下) - 陽光社會福利基金會建國北路加油站(91之1號) - 民權東路口 - 臺北市第一殯儀館(民權東路二段145號) - 榮星公園（民權東路三段1號） - 建國北路二段 - 中華民國棒球協會(238號4F) - 三商企業總公司(145號) - 國立臺北大學建國校區（69號） - 首都大飯店旗艦館（7號） - 建國北路一段 - 台証金融大樓(96號) - 中華民國女童軍總會女童軍活動中心(23巷28號) - 中華民國童軍總會童軍會館(23巷9號) - 八德路口 - 八德市場(八德路二段108之1號) - 台北市公共自行車租賃系統八德市場站 - 建國啤酒廠(八德路二段85號) - 長安東路口 - 中山女中(長安東路二段141號)（日治時代稱為第三女高，現為台北市古蹟之一） | - 建國南路一段 - 陽光社會福利基金會市民加油站(57之1號) - 國立臺北科技大學（日治時代為台北工業學校，建國南路將校地一分為二，成為現在兩個校區） - 福容大飯店(266號) - 私立延平中學（275號） - 建國假日花市（建國高架橋下） - 建國假日玉市（建國高架橋下） - 建國南路二段 - 台北捷運大安森林公園站 - 大安森林公園 - 台北市公共自行車租賃系統捷運大安森林公園站 - 台北市公共自行車租賃系統建國信義路口站 - 臺北市立圖書館總館(125號) - 台北市公共自行車租賃系統臺北市立圖書館站 - 陽光汽車美容(1.陽光基金會庇護工場2.位於建國高架橋下) - 中國文化大學大夏館(231號)（私立再興小學舊址） - 美孚建北全球總部大樓（236、238號） - 臺北市立龍門國民中學(269號) - 臺北市立龍門國民中學地下停車場(269號) - 台北市公共自行車租賃系統和平建國路口站 |